# Coelopa stejnegeri
Coelopa stejnegeri is een vliegensoort uit de familie van de wiervliegen (Coelopidae). De wetenschappelijke naam van de soort is voor het eerst geldig gepubliceerd in 1929 door Aldrich.